# Неоренесанс
Неоренесансът е архитектурно-художествен стил в изкуството през XIX век, използващ форми от времето на Ренесанса и достиженията на италианското изкуство от XVI век.
Около 1840 година немският архитект и теоретик на изкуството Годфрид Земпер прави опити да използва изкуството на Ренесанса като основа за създаването на нов архитектурно-художествен стил. Земпер бил уверен, че именно такъв стил в най-голяма степен съответства на изискванията към изкуството в средата на XIX век. В периода 1834 – 1841 г. той построява Дрезденската опера, изпълнена съобразно каноните на новия стил.
Особено значително влияние неоренесансът придобива в архитектурата и изкуството на Европа (в т.ч. и във вътрешния дизайн и мебелировката) в периода 1870 – 1890 г., след което постепенно е изместен от необарока.
Освен в Германия този стил получава широко разпространение в Австро-Унгария (например във Виена в стил „неоренесанс“ са построени цели квартали) и във Великобритания.

## Галерия
- Виенската опера
- Вила Берг, Щутгарт
- Замъка Пелеш, Румъния
- Градският театър, Сан-Паулу
- Замъка Ментмор, Англия
- Кметството, Хамбург
- Националния музей, Стокхолм
- Хотел-де-Вил, Париж
- Двореца Леухтенбергер, Мюнхен